# Eliana Maria Aleixo
 Eliana Maria Nagib Aleixo Leite (Belo Horizonte, 13 de julho de 1954) é uma ex-voleibolista brasileira que atuou como capitã pela Seleção Brasileira de Voleibol Feminino na conquista da medalha de bronze nos Jogos Pan-Americanos de 1979 e integrou a primeira equipe feminina que disputou os Jogos Olímpicos de Verão de 1980.	

## Carreira
Eliana foi convocada para seleção principal para disputar o Campeonato Sul-Americano de 1971 no qual conquista a medalha de prata ao perder a final para seleção peruana por 3x0(15-10, 15-9 e 15-10)..
No mesmo ano recebeu nova convocação para Seleção Brasileira de Voleibol Feminino para disputar o Pan de Cali 1971 pelo técnico Celso Bandeira e a equipe fez uma boa campanha com apenas duas derrotas, empatada em número de vitórias e mesmo número de derrotas com as seleções: peruana e mexicana, sendo definidas as medalhas de prata e bronze pelo número de sets vencidos então a equipe brasileira ficou com a quarta colocação.
O ano de 1980 registra um marco para o voleibol feminino e para a carreira da capitã Eliana, pois, liderou a seleção brasileira na primeira participação da modalidade feminina em Olimpíada. Esta atleta do Minas Tênis Clube compos esta grande equipe que representou o país na Olimpíada de Moscou, onde jogou ao lado de: Ivonete das Neves, Denise Mattioli, Rita Teixeira, Fernanda Emerick, Jacqueline Silva, Lenice Peluso, Isabel Salgado, Dôra Castanheira, Ana Paula Mello, Regina Villela e Vera Mossa, terminando apenas na sétima posição.
Eliana contribuiu e construiu uma carreira como atleta por vinte anos e planejou abandonar as quadras para realizar o seu maior sonho: ser mãe. Já na condição de ex-atleta realiza este sonho em 1986 com nascimento de Débora, sua primeira filha com ex-goleiro do Clube Atlético Mineiro e da Seleção Brasileira de Futebol e atualmente deputado estadual, João Leite com muitas legislaturas no estado mineiro. Em 1988 nasce a segunda filha do casal a Daniela, que a exemplo de sua irmã mais velha que optou pelo voleibol, resolveu trilhar uma carreira bela carreira na ginástica rítmica, conquistando a medalha de ouro no conjunto na edição do Pan do Rio 2007 e atualmente é treinadora e Débora casou e jogou nos Estados Unidos.
Eliana em 1990 dá a luz ao seu terceiro filho Helton que seguiu os passos da mãe no voleibol, mas depois optou por trilhar a carreira de goleiro como o pai..

## Clubes
| Clube             | País   | De | Até |
| Minas Tênis Clube | Brasil | ?  | ?   |

## Títulos e resultados
- 1971 — 4º lugar nos Jogos Pan-Americanos (Cali,  Colômbia)[2]
- 1980 — 7º lugar na Olimpíada (Moscou,  União Soviética)[3]